# مارتاكيرت

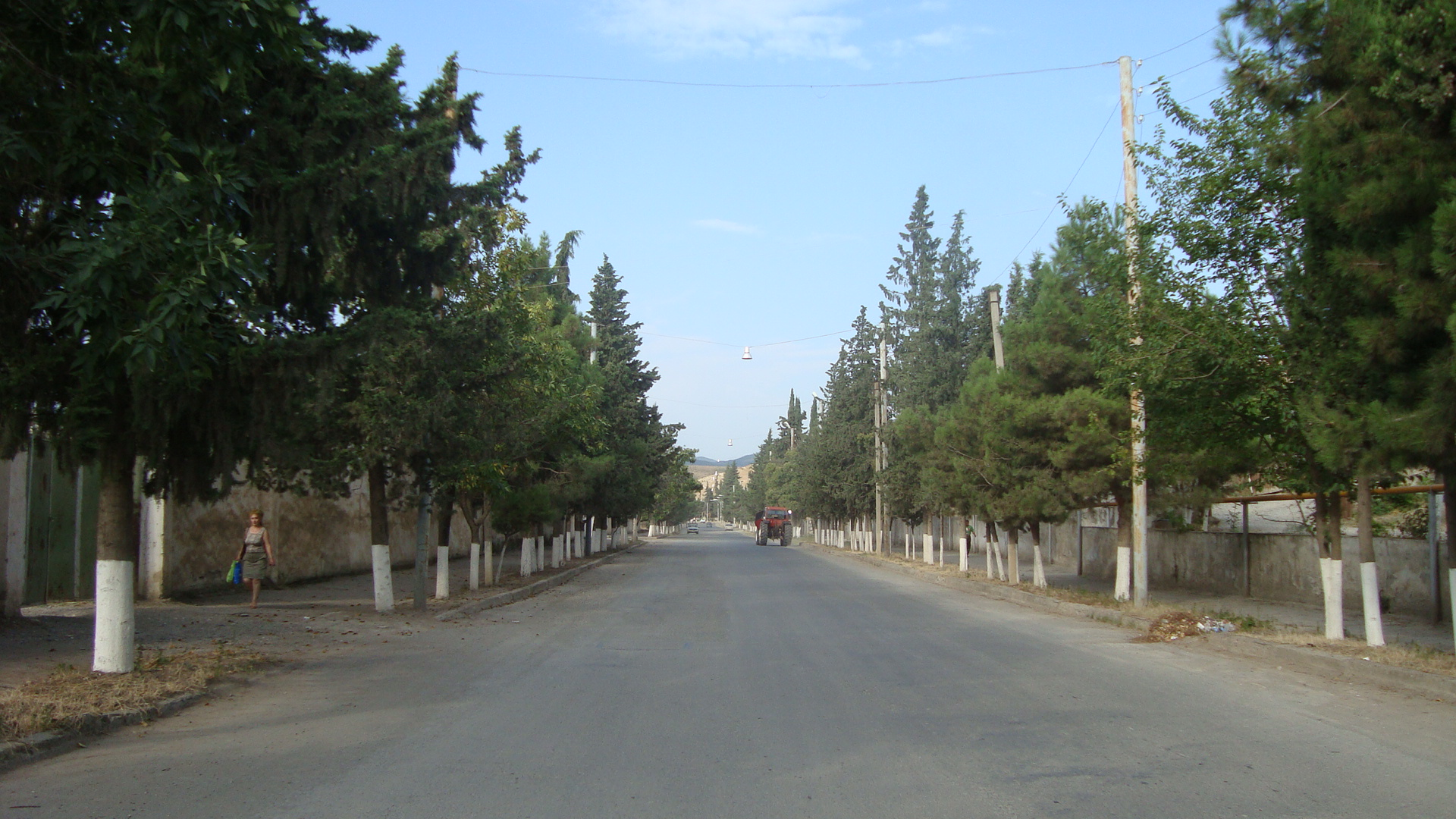
الشارع الرشيسي بمارتاكيرت

مارتاكيرت (بالأرمنية: Մարտակերտ، بالروسية: Мартакерт) هي مقاطعة تقع في جمهورية مرتفعات قرة باغ المستقلة بحكم الأمر الواقع، لكن رسمياً أراضيها جزء من أذربيجان بحكم القانون.